# Чев Ївей
Чев Ївей (16 жовтня 1995) — малайзійський стрибун у воду.
Переможець Ігор Південно-Східної Азії 2015, 2017, 2019 років, призер 2013 року.
Призер Азійських ігор 2014, 2018 років.